# Bataille de Goldsboro Bridge

La bataille de Goldsboro Bridge est un combat, de faible importance de par les effectifs engagés mais important par ses conséquences stratégiques, de la Guerre de Sécession qui a lieu le 17 décembre 1862, en Caroline du Nord. Elle fait partie de l'expédition de Goldsboro (aussi connue sous le nom de Raid de Foster) conduite par les forces nordistes.

## Le contexte

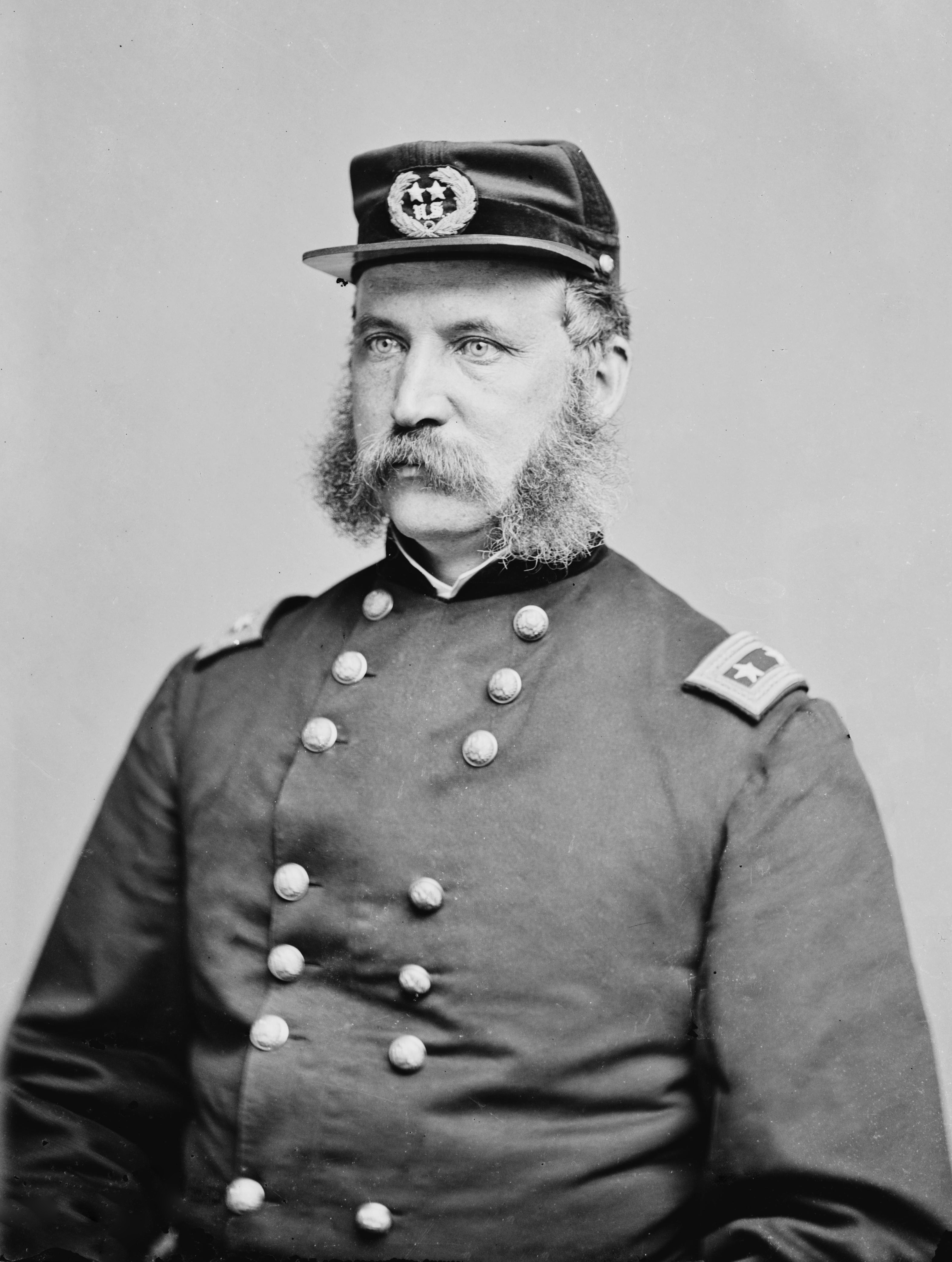
John G. Foster

En décembre 1862, les forces armées nordistes, comme les forces armées sudistes, cherchent à s'emparer du pont stratégique de la ligne "Wilmington and Weldon Railroad", construit sur la rivière Neuse.
Le raid de Foster, dont ce combat fait partie, a aussi pour objectif de soutenir l'offensive du général Burnside contre Fredericksburg en obligeant les sudistes à faire face à cette nouvelle menace.
Le 17 décembre, une colonne nordiste, sous le commandement du "Major General" John G. Foster, atteint la ligne de chemin de fer à proximité de Everettsville. Elle veut détruire le pont pour interrompre l'artère de ravitaillement sudiste venant du port de Wilmington.

## Le combat
Les hommes de Foster commencent à détruire la voie au nord du pont. Ils sont pris à partie par la brigade confédérée Clingman, qui réussit à les retarder sans pouvoir les empêcher d'incendier l'ouvrage, étant trop peu nombreux.
Sa mission accomplie, la colonne nordiste reprend le chemin de sa base, New Bern. Ils seront de nouveau attaqués par les sudistes, leur infligeant un nombre de pertes supérieur aux leurs. Le 20 décembre, la colonne Foster rejoint sa base.

## Sources
- (en) Cet article est partiellement ou en totalité issu de l’article de Wikipédia en anglais intitulé « Battle of Goldsboro Bridge » (voir la liste des auteurs).